# Deklaracja z Ałma Aty
Deklaracja z Ałma Aty przyjęta na Światowym Zgromadzeniu Zdrowia (które odbyło się w Ałmaty 6–12 września 1978 r.) stwierdza, że jedynym systemem, który może doprowadzić do realizacji idei „zdrowie dla wszystkich” (ang. Health For All, HFA) jest podstawowa opieka zdrowotna (ang. Primary Health Care, PHC). 

## Deklaracja
Deklaracja składa się z dziesięciu punktów i jest niewiążąca dla krajów członkowskich. Zgodnie z nią realizacja idei „zdrowie dla wszystkich” powinna być oparta na trzech filarach: profilaktyki zdrowotnej, eliminowania lub ograniczenia czynników chorobotwórczych oraz podstawowej opieki zdrowotnej. Podstawowa opieka zdrowotna zostaje określona jako preferowana podstawa krajowych systemów opieki zdrowotnej, zostaje zmieniony paradygmat opieki zdrowotnej z modelu planowania medycznego na model społeczny, w którym w tworzeniu systemu zapewniającego powszechny dostęp do opieki zdrowotnej powinny mieć udział miejscowe niepubliczne placówki oraz lokalne społeczności. Zgodnie z nią podstawowa opieka zdrowotna powinna być oparta na wiedzy i jej koszt powinien być akceptowalny zarówno dla lokalnej społeczności jak i administracji państwowej. 

## Praktyczne wdrożenie
Deklaracja nie została w pełni wdrożona w żadnym systemie opieki zdrowotnej. Podstawowym problemem w krajach rozwiniętych jest nadmierna specjalizacja, natomiast w krajach rozwijających się dominacja sponsorowanych programów skierowanych na leczenie ściśle określonych schorzeń, natomiast we wszystkich systemach nieprawidłowa alokacja środków, skierowanych przede wszystkim na leczenie, bez uwzględnienia działań profilaktycznych. Wprowadzenie przez UNICEF opracowanej w Fundacji Rockefellera koncepcji selektywnej podstawowej opieki zdrowotnej skierowanej na łatwo osiągalne cele o niskim koszcie w sposób istotny ograniczyło deklarację z Ałma Aty w wąsko wyspecjalizowany i apolityczny pakiet skierowany wyłącznie na ratowanie dzieci. Niedostępność zarówno geograficzna jak i finansowa, ograniczone zasoby, okresowa niedostępność leków oraz niewystarczające zasoby ludzkie i sprzętowe doprowadziły do sytuacji, że w XXI wieku możemy obserwować w wielu krajach regres podstawowych usług opiekuńczych. 